# Artix Linux
Artix Linux (o semplicemente Artix) è una distribuzione Linux di tipo rolling-release basata su Arch Linux. Artix non si basa su systemd ma consente all'utente di selezionare il sistema di init che preferisce. L'utente, in fase di installazione può selezionare tra: OpenRC, runit, s6, suite66 e dinit al posto di systemd.
Artix Linux mette dispone di repository propri e gli sviluppatori sconsigliano di utilizzare pacchetti provenienti da Arch a causa delle differenze di convenzione e denominazione introdotte dai diversi sistermi di init.
Artix nasce nel 2017 prendendo l'eredità lasciata dai progetti Arch OpenRC e Manjaro OpenRC avviati nel 2012 che intendevano mettere a disposizione rispettivamente una versione di Arch Linux e di Manjaro senza systemd.

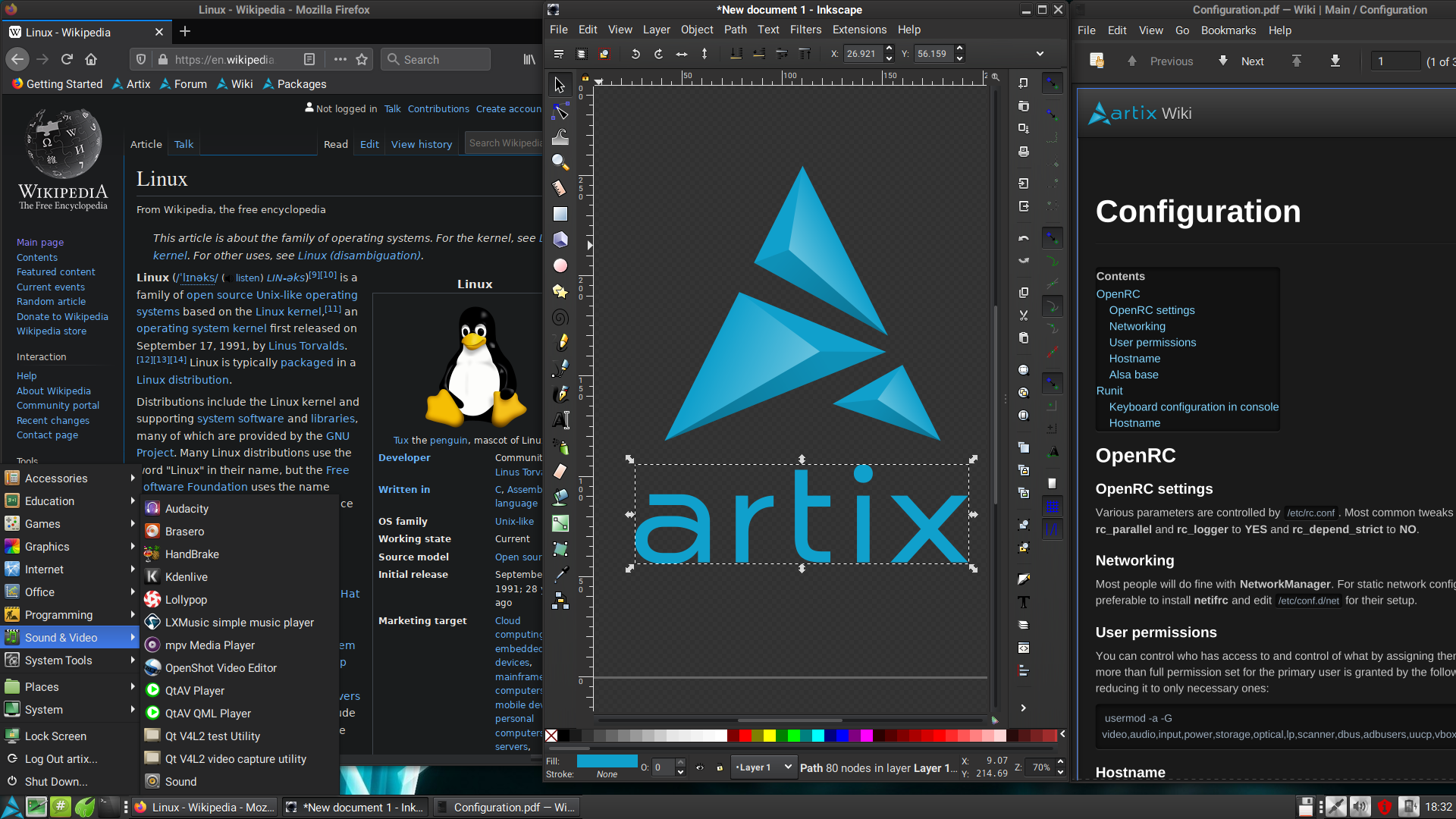
Screenshot di Artix edizione community-gtk 2020-02 nella versione con dark theme

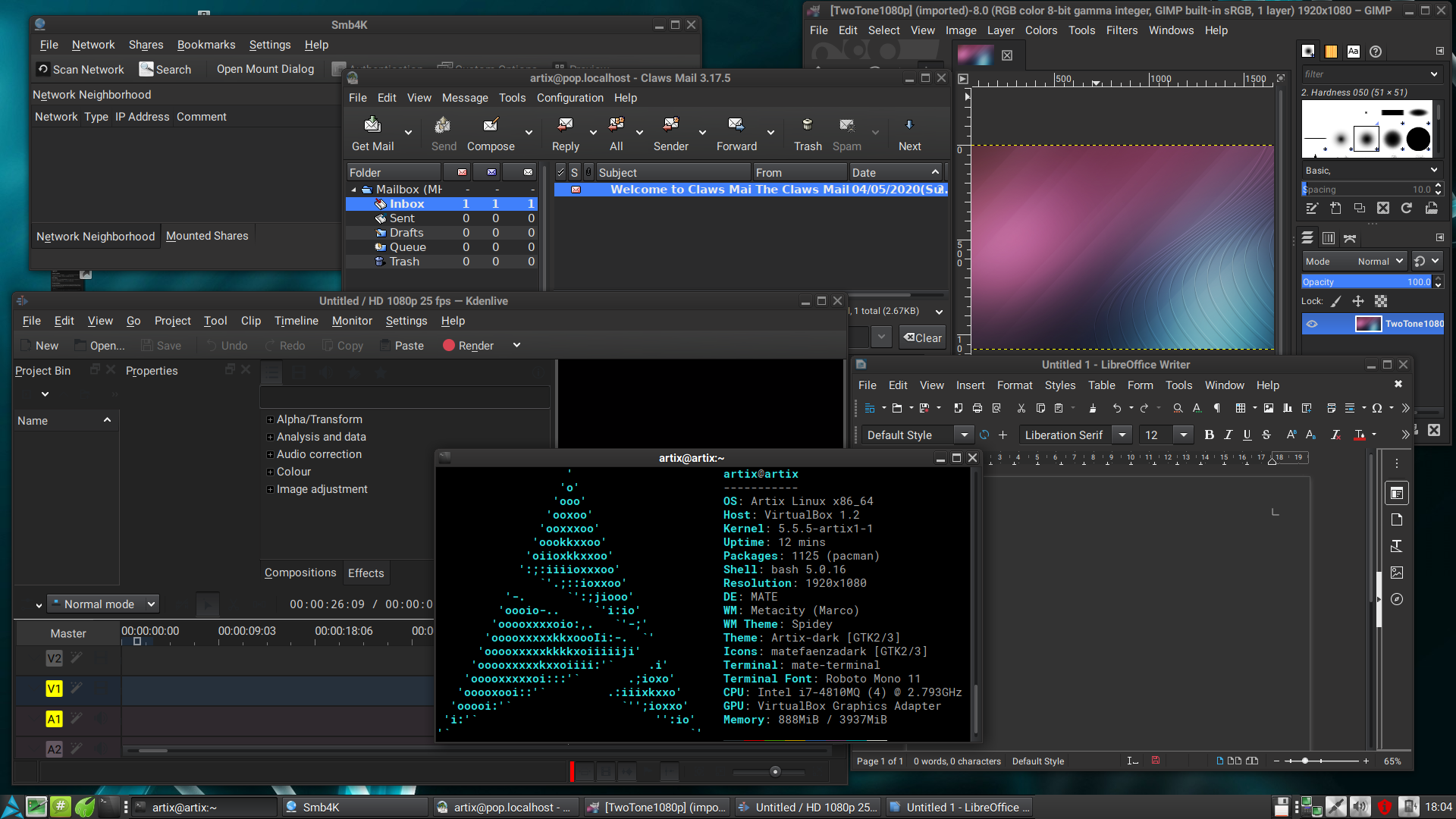
Screenshot di Artix edizione community-gtk 2020-02 con un mix di applicazioni GTK e Qt Kdenlive, GIMP, LibreOffice Writer, Claws mail, Smb4K e un dump Neofetch

## Versioni disponibili
Artix fornisce attualmente tre diversi tipologie di supporti di installazione: base, grafico e community:
- base il programma di installazione è simile al programma di installazione predefinito di Arch Linux. È un ISO live con l'ambiente Artix di base.
- Il grafico fornisce un’interfaccia grafica per l'installazione di base di Artix. Include anche un ambiente desktop barebone.
- Il community fornisce un'installazione desktop di Artix completa che include applicazioni aggiuntive come programmi per ufficio e strumenti desktop.

Le immagini di installazione grafica mettono a disposizione un ambiente desktop preconfigurato ed è possibile scegliere tra LXQt, LXDE, MATE, Cinnamon, KDE/Plasma, XFCE e sono accompagnate dall'installer calamares.
Le immagini ISO della versione community sono disponibili in 2 varianti: GTK e Qt. L'ambiente principale è rispettivamente XFCE4 e KDE/Plasma (nella versione GTK viene incluso anche MATE). Queste immagini contengono un set completo di applicazioni per uso desktop generale e sono pronte all'uso.
Tutti i supporti di installazione sono disponibili nelle versioni OpenRC, runit, s6 e dinit.

## Recensioni
Una prima recensione di Artix Linux viene pubblicata su DistroWatch il 27 novembre 2017 e si concentra su alcuni bug presenti. Nel complesso però viene elogiata l'idea di mettere a disposizione una distribuzione rolling-release con un sistema di init diverso da systemd. Un'altra recensione più critica, pubblicata all'epoca su linux-community.de, valutava i risultati ottenuti fino a quel momento poco promettenti. Successivamente, a seguito del lavori di miglioramento apportati dal team di sviluppo di Artix, entrambi i siti pubblicavano recensioni decisamente più positive. Una recensione di Softpedia ha dato ad Artix una valutazione di 5 stelle su 5, valutando i suoi "ambienti grafici belli e piacevoli". Le recensioni dei lettori di Distrowatch sono per lo più molto favorevoli e la distribuzione gode di una valutazione media di 9,2 su 10.
Poiché la maggior parte delle distribuzioni Linux utilizza systemd, Artix è pensato per utenti e sviluppatori esperti, in grado di analizzare i problemi e di creare script personalizzati per l'inizializzazione dei servizi. Talvolta anche riprogrammando tali servizi per poterli avviare correttamente (ad esempio pipewire o stubby).